# Universidad Harran
Universidad Harran ( en turco: Harran Üniversitesi ) es una universidad pública ubicada en Şanlıurfa, Turquía. Fundada en 1992, cuenta con más de 12.000 estudiantes.

## Historia
Şanlıurfa es la ciudad con una larga historia. Sus vestigios más antiguos se remontan a 11.000 años atrás.
La primera unidad de educación superior establecida en Sanliurfa es la Escuela Vocacional de Sanliurfa (1976). Luego se fundaron la Facultad de Agricultura (1978) y el Departamento de Ingeniería Civil (1984), ambos afiliados a la Universidad Dicle. Después de estas escuelas, se creó en 1988 la Facultad de Teología, dependiente de la Universidad de Gaziantep.
En 1992, como resultado de un movimiento para formar 23 nuevas universidades, se fundó la Universidad Harran (9 de julio de 1992; Ley N.º: 3837) y las escuelas mencionadas anteriormente se afiliaron a esta institución junto con dos facultades (Facultad de Artes y Ciencias, Facultad de Medicina), una escuela profesional (Escuela Profesional de Servicios de Salud de Sanliurfa) y tres institutos (Instituto de Ciencias Naturales y Aplicadas, Instituto de Ciencias de la Salud, Instituto de Ciencias Sociales).
En 1994 se incorporaron al sistema nuevas escuelas profesionales (las escuelas profesionales de Siverek, Hilvan, Suruc, Birecik, Viransehir y Bozova ) y facultades (Medicina Veterinaria, Ciencias Económicas y Administrativas). Más tarde se establecieron las escuelas profesionales de Akcakale (1995), Ceylanpinar (1995) y Kahta (1997). La Facultad de Salud se creó en 1997.
En 2007 se puso en marcha una nueva visión para ampliar los programas educativos, tras lo cual se crearon la Facultad de Ciencias de la Educación y la Facultad de Bellas Artes, junto con la Facultad de Turismo y Gestión Hotelera.

## La universidad hoy
A partir de diciembre de 2015, la Universidad de Harran funciona con nueve facultades y dos colegios que ofrecen 4 años de programas de grado universitario y diez escuelas vocacionales que ofrecen programas de grado asociado de dos años. Los estudiantes de tres institutos se inscriben para obtener títulos hacia los niveles de maestría o doctorado. Más de 800 miembros de la facultad sirven en unos 70 departamentos/programas diferentes a una población de 12.000 estudiantes. En la Universidad de Harran, el idioma de la educación es el turco. Se sigue un sistema educativo de dos semestres.